# 菊田真紀子
菊田 真紀子（きくた まきこ、1969年10月24日 - ）は、日本の政治家。立憲民主党所属の衆議院議員（8期）、衆議院懲罰委員長、立憲民主党常任幹事会議長（第5代）。現姓は飯田。
外務大臣政務官（菅直人第1次改造内閣・菅直人第2次改造内閣）、立憲民主党新潟県連代表、民主党幹事長代行（第5代）、民主党新潟県連代表、加茂市議会議員（2期）等を務めた。

## 来歴
群馬県藤岡市に生まれ、新潟県加茂市で育つ。祖父は越山会の設立者の一人。父親は元自民党県議（1983年～1987年、1期）の菊田征治。3人姉妹の長女である。名前は田中眞紀子にちなんで付けられたという。
新潟県立加茂高等学校に入学。高校時代はバレー部の主将を務めた。1988年3月、同高校卒業。父親の勧めで同年9月から1990年8月までの2年間、中国の黒竜江大学に留学した。1993年8月から、中国語会話教室を経営。
1995年、加茂市議会議員選挙に出馬し、全国最年少の25歳でトップで初当選した。自由民主党に所属。
1996年の衆院選で新潟4区から無所属で立候補した渡辺秀央は次点で落選。1998年1月に結成された自由党に菊田は一期目の途中で籍を移す。同年7月の参院選に渡辺は比例区から同党公認で立候補し当選。
1999年、菊田はトップで再選。

### 衆議院議員選挙へ出馬

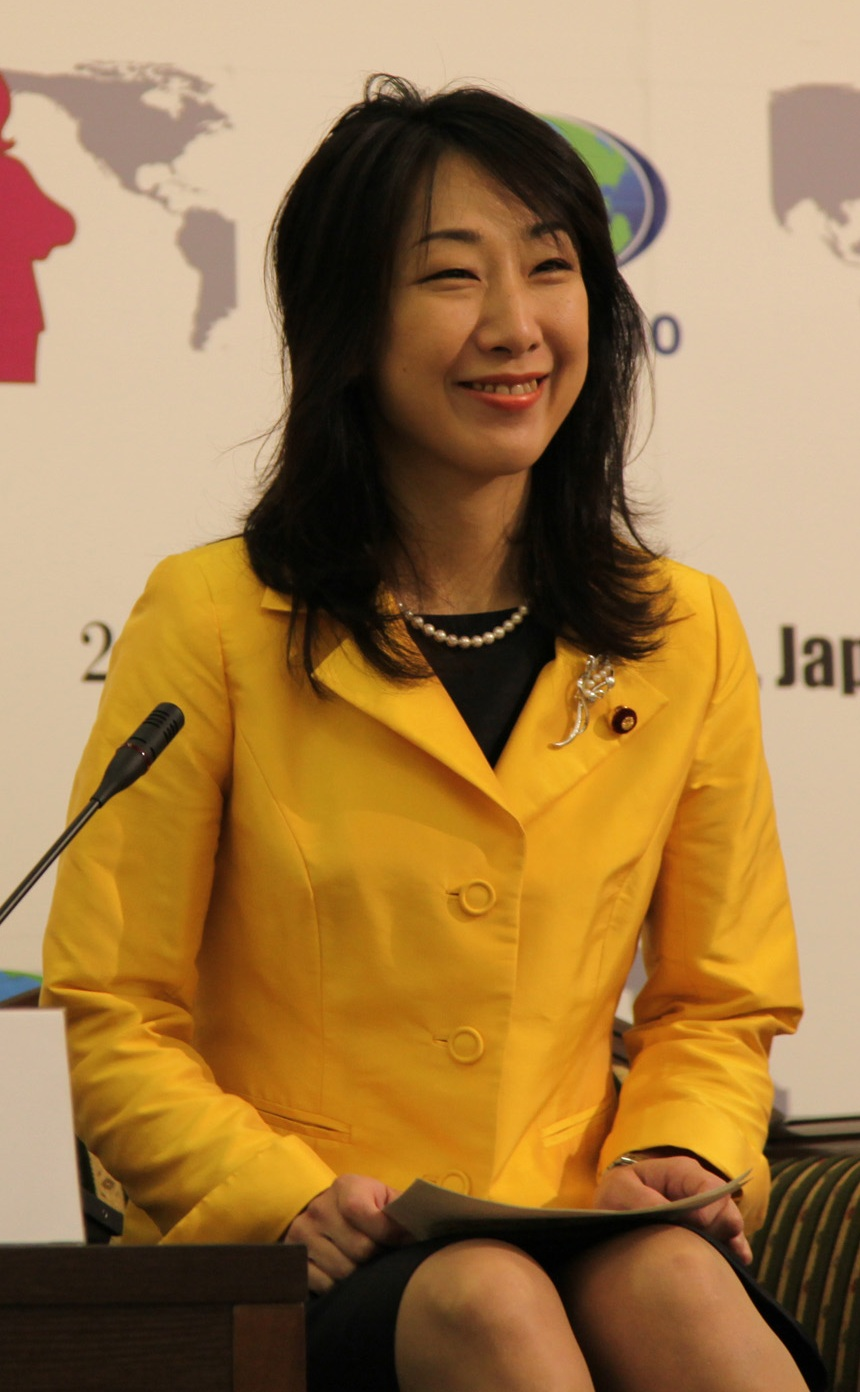
2010年10月1日撮影

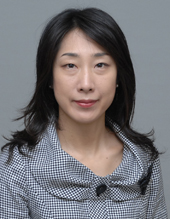
2011年の外務大臣政務官就任時に公表された肖像

2000年、渡辺秀央は菊田に、次期衆院選への出馬を要請。菊田は要請を受諾し、同年4月30日、自由党県連は菊田を新潟4区と比例ブロックとの重複で擁立すると発表した。
同年6月25日に行われた第42回衆議院議員総選挙に自由党公認で立候補。しかし民主党現職（比例復活）の坂上富男との間で票が分散。自民党現職の栗原博久に敗れた。菊田と坂上は比例復活もかなわなかった。
2003年7月23日、民主党代表の菅直人と自由党党首の小沢一郎は両党の合併に合意。同年8月12日、民主党は自由党公認の菊田の推薦を決定した。これにより坂上の公認内定は事実上取り消しとなった。9月26日、民主党が自由党を吸収合併（民由合併）。菊田は民主党新潟県連副代表に就任。同年11月、第43回衆議院議員総選挙に新潟4区から民主党公認で出馬し、初当選した。なお坂上は新潟2区から民主党公認で立候補するも落選した。
2005年の第44回衆議院議員総選挙でも、新潟4区の議席を守り抜いた。
2009年5月11日、小沢一郎が民主党代表辞任を表明。小沢の辞任に伴う代表選挙（5月16日実施）では岡田克也の推薦人に名を連ねた。同年8月の第45回衆議院議員総選挙でも、新潟4区で当選。
2010年、鳩山由紀夫首相の辞任に伴う同年6月の民主党代表選挙で菅直人を支持し、同年9月の民主党代表選挙でも菅の推薦人に名を連ねた。同年、菅直人第1次改造内閣で外務大臣政務官に任命され、菅直人第2次改造内閣まで務める。
2011年8月26日、菅直人首相が民主党代表辞任を正式に表明。菅の辞任に伴う代表選挙（8月29日実施）では前原誠司の推薦人に名を連ねた。
民主党内では、自由党の流れを汲む一新会（小沢グループ）に所属していたが、2012年の消費税増税をめぐる政局では小沢らの造反の動きに同調せず、離党した小沢らが結党した国民の生活が第一にも参加しなかった。同年6月、外務省職員の飯田慎一と結婚。姓が飯田となる。
2012年12月16日の第46回衆議院議員総選挙に民主党公認で出馬し、新潟4区では自民党新人の金子恵美に敗れたが、重複立候補していた比例北陸信越ブロックで復活し4選。同年12月25日に行われた代表選挙では馬淵澄夫の推薦人に名を連ねた。
2013年3月より民主党新潟県連代表、同年9月より民主党幹事長代行。2014年9月より民主党幹事長代理。同年12月の第47回衆議院議員総選挙では、民主党公認で新潟4区から出馬したが、再び自民党の金子恵美に敗れ、比例復活により5選。
2016年3月27日、民主党・維新の党の合流により結党した民進党に参加し、民進党財務局長に就任。
2017年7月27日、民進党代表の蓮舫が、同月の東京都議会議員選挙の結果を受けて辞任を表明。蓮舫の辞任に伴う代表選挙（9月1日実施）では前原誠司の推薦人に名を連ねた。同年9月、民進党の男女共同参画推進本部長に就任。

### 2017年衆議院議員選挙
2017年9月28日、民進党は第49回衆議院議員総選挙へ向けて、希望の党への合流を決定。9月29日、希望の党代表の小池百合子は「リベラル派排除」を宣言。記者団に「全員を受け入れるということはさらさらありません」と語る姿、記者会見でにこやかに「排除されない、ということはございませんで、排除いたします」と答える姿が何度もテレビに流れた。同日夜、菊田は三条市旭町で支持者らを集めて緊急集会を開催。小池を「腹の据わった政治家。原発ゼロを掲げ、自民党と決別する覚悟を示した」と高く評価したうえで「政権交代をやり遂げ、安倍晋三政権を終わらせるラストチャンスだ」と涙ながらに訴え、希望の党への公認申請に前向きな姿勢を見せた。
同年10月3日午前、枝野幸男らによって立憲民主党が設立される。同日、三条市内で記者会見を開き、希望の党にも立憲民主党にも公認を申請せず、無所属で衆院選に立候補する意向を表明。日本共産党は、新潟4区で公認していた候補者の擁立を取り下げて野党候補が菊田に一本化された。
同年10月22日、総選挙執行。候補の擁立を取りやめた共産党に加え、連合新潟や立正佼成会から幅広く支援を受けた菊田が自民党の金子恵美を破り、6選を果たした。金子は比例復活もかなわず、議席を失った。
同年10月26日、菊田を含む民進党籍を残したまま衆院選に無所属で出馬して当選した衆議院議員13人で院内会派「無所属の会」を結成。10月31日、「私は野党統一候補として当選した。一度リセットし、完全無所属でスタートを切りたい」として民進党に離党届を提出し、11月2日に離党が承認された。
2018年5月7日に無所属の会を退会し、10月10日には立憲民主党の院内会派である「立憲民主党・市民クラブ」に入会した（入党はせず）。
2020年9月15日、旧立憲民主党と旧国民民主党は、2つの無所属グループを加えた形で新「立憲民主党」を結成。菊田も新党に参加。新潟県内の野党系国会議員は全員が立憲民主党へ所属となった。

### 2021年衆議院議員選挙
2021年10月31日の第49回衆議院議員総選挙に立憲民主党の公認と社民党県連合の推薦を受けて立候補。自民党の公認を受けた前三条市長の国定勇人を僅差で破り、7期目の当選を果たした（国定は比例復活で初当選）。10月29日夜から30日にかけて、菊田は夫の飯田慎一と連絡がとれず、31日、議員宿舎の管理人に頼んでかぎを開けてもらったところ、夫の死が確認された。当選報道直後の陣営の会場では、選対本部長の小島晋県議が飯田が死去したことを説明し、菊田は東京から電話で「人生とはわからないもので私は今日、最愛の人を失いました。きっとそれは意味のあることで何を守るべきかを身をもって教えてくれたと思います」と挨拶した。11月5日、新聞各紙は飯田が10月30日にクモ膜下出血により死去したと正式に報じた。飯田は駐英公使、駐米公使などを歴任し、2021年は外務省経済局審議官を務めていた。
同年11月30日に行われた立憲民主党代表選挙では小川淳也の推薦人に名を連ねた。菊田は1回目の投票では小川に投じ、決選投票では泉健太に投じた。
2022年7月10日に行われた参議院議員選挙で、野党統一候補の森裕子が自民党新人の小林一大に約7万票もの差をつけられ、落選した。同年7月24日、菊田は参院選敗北の責任を取り、立憲民主党新潟県連代表を辞任した。同年9月13日、立憲民主党の次の内閣でネクスト文部科学大臣に就任した。
同年11月18日、衆議院選挙区の新しい区割りである「10増10減」の改正公職選挙法案が参議院で可決された。新潟県内の選挙区は6から5に削減され、各選挙区の区域が変更された。
同年12月13日、立憲民主党は常任幹事会を開き、新しい新潟2区（新潟市（南区・西区・西蒲区）、三条市、加茂市、燕市、西蒲原郡、南蒲原郡）に菊田を擁立すると決定した。
2023年5月15日、立憲民主党代表の泉健太はBSフジの報道番組「プライムニュース」に出演した際、次期衆院選について、日本共産党と日本維新の会とは選挙協力を行わないと明言した。共産党は反発。5月22日、立憲民主党との競合を辞さずに小選挙区での擁立を積極的に進める方針を示した。6月16日、菊田ら立憲民主党の有志は「野党候補の一本化で政権交代を実現する有志の会」を立ち上げ、記者会見し、泉代表に対し軌道修正を求めた。有志の会の発起人は菊田、阿部知子、稲富修二、小川淳也、小沢一郎、鎌田さゆり、手塚仁雄、原口一博、松木謙公、谷田川元、柚木道義、湯原俊二ら12人。党所属の衆院議員の半数を超える53人が賛同し、「非泉」の動きが表面化した。
2024年9月23日に実施された代表選挙では野田佳彦の推薦人に名を連ねた。翌24日、党常任幹事会議長に就任。

### 2024年衆議院議員選挙
2024年10月9日、自民党は衆議院議員選挙（10月27日執行）の第1次公認候補として、小選挙区265人、比例代表14人の計279人の擁立を発表した。政治資金パーティーをめぐる裏金事件に関係した現職と元職のうち12人を非公認とし、その中に新潟2区から出馬予定の細田健一も含まれた。
同年10月15日、総選挙が公示され、新潟2区からは菊田、無所属の細田、日本維新の会新人の井上基之の計3人が立候補した。自民党は裏金問題や統一教会問題、10月23日に発覚した非公認候補への2000万円支給問題などで逆風が吹き荒れた。10月27日、総選挙執行。投票締め切りの20時直後に新潟日報は菊田の当選確実を報じ、菊田は8期目の当選を果たした。無所属の細田は議席を失った。

## 政策・主張

### 憲法
- 憲法改正について、2017年、2021年のアンケートで「どちらかといえば反対」と回答[71][72]。

- 憲法9条への自衛隊の明記について、2021年のアンケートで「反対」と回答[73]。

- 憲法を改正し緊急事態条項を設けることについて、2021年の毎日新聞社のアンケートで「反対」と回答[74]。

### 外交・安全保障
- 安全保障関連法の成立について、2017年のアンケートで「評価しない」と回答[71]。

- 「他国からの攻撃が予想される場合には敵基地攻撃もためらうべきではない」との問題提起に対し、2021年のアンケートで「どちらかと言えば反対」と回答[72]。

- 「北朝鮮に対しては対話よりも圧力を優先すべきだ」との問題提起に対し、2017年のアンケートで「どちらかと言えば賛成」と回答[71]。2021年のアンケートで「どちらかと言えば反対」と回答[72]。

- 普天間基地の辺野古移設について、2021年のアンケートで「どちらかと言えば反対」と回答[72]。

- 徴用工訴訟などの歴史問題をめぐる日韓の関係悪化についてどう考えるかとの問いに対し、2021年の毎日新聞社のアンケートで「より強い態度で臨む」と回答[74]。

- 日本による過去の植民地支配と侵略を認めて謝罪した「村山談話」の見直し論議について、2014年の毎日新聞社のアンケートで「見直すべきでない」と回答[75]。

- 従軍慰安婦に対する旧日本軍の関与を認めた「河野談話」の見直し論議について、2014年の毎日新聞社のアンケートで「見直すべきでない」と回答[75]。

### ジェンダー
- 選択的夫婦別姓制度の導入について、2017年、2021年のアンケートで「賛成」と回答[71][72]。

- 同性婚を可能とする法改正について、2017年、2021年のアンケートで「どちらかといえば賛成」と回答[71][73]。

- 「LGBTなど性的少数者をめぐる理解増進法案を早期に成立させるべきか」との問題提起に対し、2021年のアンケートで「賛成」と回答[72]。

- クオータ制の導入について、2021年のアンケートで「賛成」と回答[73]。

### その他
- アベノミクスについて、2017年のアンケートで「評価しない」と回答[71][76]。

- 安倍内閣による森友学園問題・加計学園問題への対応について、2017年のアンケートで「評価しない」と回答[71]。

- 森友学園への国有地売却をめぐる公文書改竄問題で、2021年5月6日、国は「赤木ファイル」の存在を初めて認めた[77]。しかし5月13日、菅義偉首相はファイルの存在を踏まえた再調査を行わない考えを報道各社に書面で示した[78]。9月の自民党総裁選挙で総裁に選出された岸田文雄も10月11日、衆議院本会議の代表質問で再調査の実施を否定した[79]。国の対応をどう考えるかとの同年の毎日新聞社のアンケートに対し「さらに調査や説明をすべきだ」と回答[74]。

- 原子力発電について、2012年の時点では原子力規制委員会の新基準を満たした原子力発電所の再稼働に賛成していたが[80]、2014年以降は原発への賛否を明らかにしていなかったが[75][76]、2024年に実施された衆院選候補者アンケートでは「地震や大雪の時に事故が発生したら、計画通りに圏外避難・屋内退避を行うことはできず、避難計画が非現実的である。また、テロ対策の不備など相次いで不祥事を起こした東電に対する県民の不信が解消されていない。」として反対している[81]。

- 首相やその他の国務大臣の靖国神社への参拝に反対[75]。2005年10月19日に中華全国婦人連合会の表敬訪問を受けた際は、小泉純一郎首相の靖国神社参拝について「国民に対しても何ら説明していない」として、その政治姿勢を批判した[82]。

- 「『道徳』を小中学校の授業で教え、子供を評価することに賛成か、反対か」との問いに対し、2014年の毎日新聞社のアンケートで選択肢以外の回答をした[75]。

- ヘイトスピーチの法律による規制に賛成[75]。

- カジノの解禁について、2014年の毎日新聞社のアンケートで「反対」と回答[75]。

- 経済的、軍事的に台頭し、尖閣諸島の領有権を主張している中華人民共和国について、日本政府は「対立を避ける努力をすべきだ」としている[80]。2005年10月19日に中華全国婦人連合会の表敬訪問を受けた際は、「中国では女性の社会参加、各業界で活躍されている女性が多くいらっしゃるが日本はまだまだ。特に政治参加という点では遅れている」「中華全国婦人連合会をはじめ、中国の取り組みを参考にしたい」と述べた[82]。

- JR総連から組織推薦候補として支援を受けている[83]。

## 人物
2012年の第46回衆議院議員総選挙以来、新潟4区では自民党の金子恵美、民主党（2017年は無所属）の菊田真紀子の事実上の一騎打ちが続いており、2017年の第48回衆議院議員総選挙の最中は、合同で開かれた個人演説会でもお互いに目を合わさず、金子がSNSで「卑怯な手にも屈しません！」と題して「支援者が、菊田の後援会関係者から「金子を応援するのであれば、明日から今の取引を止める」と言われた」として菊田陣営の公職選挙法違反を告発し、菊田がこれを「完全なデマ」であり、金子の投稿こそが公職選挙法違反であるとして警察に通報したため、「場外乱闘」、「女の闘い」などと話題になった。

## 所属団体・議員連盟
- 人権擁護法案から人権を守る会

## 選挙歴
| 当落 | 選挙                     | 執行日         | 年齢 | 選挙区      | 政党       | 得票数     | 得票率 | 定数 | 得票順位 /候補者数 | 政党内比例順位 /政党当選者数 |
| ---- | ------------------------ | -------------- | ---- | ----------- | ---------- | ---------- | ------ | ---- | ------------------ | ---------------------------- |
| 当   | 1995年加茂市議会議員選挙 | 1995年4月23日  | 25   | ーー        | ーー       | ーー票     | ーー   |      | 1/                 | /                            |
| 当   | 1999年加茂市議会議員選挙 | 1999年4月25日  | 29   | ーー        | 無所属     | 1761票     | ーー   | 22   | 1/24               | /                            |
| 落   | 第42回衆議院議員総選挙   | 2000年06月25日 | 30   | 新潟県第4区 | 自由党     | 6万9910票  | 31.98% | 1    | 2/4                | 3/1                          |
| 当   | 第43回衆議院議員総選挙   | 2003年11月09日 | 34   | 新潟県第4区 | 民主党     | 11万3271票 | 53.45% | 1    | 1/3                | /                            |
| 当   | 第44回衆議院議員総選挙   | 2005年09月11日 | 35   | 新潟県第4区 | 民主党     | 11万4843票 | 50.52% | 1    | 1/3                | /                            |
| 当   | 第45回衆議院議員総選挙   | 2009年08月30日 | 39   | 新潟県第4区 | 民主党     | 14万4230票 | 62.51% | 1    | 1/3                | /                            |
| 比当 | 第46回衆議院議員総選挙   | 2012年12月16日 | 43   | 新潟県第4区 | 民主党     | 6万6457票  | 35.15% | 1    | 2/4                | 2/2                          |
| 比当 | 第47回衆議院議員総選挙   | 2014年12月14日 | 45   | 新潟県第4区 | 民主党     | 7万4073票  | 44.85% | 1    | 2/4                | 2/3                          |
| 当   | 第48回衆議院議員総選挙   | 2017年10月22日 | 48   | 新潟県第4区 | 無所属     | 11万2600票 | 56.27% | 1    | 1/2                | /                            |
| 当   | 第49回衆議院議員総選挙   | 2021年10月31日 | 52   | 新潟県第4区 | 立憲民主党 | 9万7494票  | 50.06% | 1    | 1/2                | /                            |
| 当   | 第50回衆議院議員総選挙   | 2024年10月27日 | 55   | 新潟県第2区 | 立憲民主党 | 12万3334票 | 56.19% | 1    | 1/3                | /                            |